# Marlon Gaillard
Marlon Gaillard (Chinon, 9 mei 1996) is een Frans voormalig wielrenner.

## Carrière
Gaillard liep stage bij TotalEnergie in 2016 en 2018. In 2019 won hij de eerste etappe in de Ronde de l'Oise. In zowel 2020 als 2021 reed hij als prof voor de ploeg. Nadat hij geen nieuw contract kreeg in 2021 besloot hij te stoppen als prof.

## Palmares
2018
Jongerenklassement Ronde van Marokko
2019
1e etappe Ronde de l'Oise

## Resultaten in voornaamste wedstrijden
|      | \| Jaar \| Luik-Bast.‑Luik \| Waalse Pijl \| \| ---- \| --------------- \| ----------- \| \| 2020 \| 102e \| 137e \| \| 2021 \| opgave \| \| |             |
| Jaar | Luik-Bast.‑Luik | Waalse Pijl |
| 2020 | 102e | 137e        |
| 2021 | opgave |             |

## Ploegen
- 2016 –  ↑Direct Énergie (stagiair per 1-8)
- 2018 –  ↑Direct Énergie (stagiair per 1-8)
- 2020 –  Total Direct Energie
- 2021 –  Total Direct Energie

Anderson · Boudat · Calmejane · Cardis · Chavanel · Coquard · Cornu · Duchesne · Gène · Grellier · Guillemois · Hurel · Jeandesboz · Morice · Nauleau · Petit · Pichot · Quéméneur · Sicard · Thévenot · Tulik · Voeckler · Gaillard (stagiair) · Ourselin (stagiair) · Sellier (stagiair)
Boudat · Calmejane · Cardis · Chavanel · Cornu · Cousin · Gaudin · Gène · Grellier · Hivert · Journiaux · Nauleau · Ourselin · Petit · Pichot · Quéméneur · Sellier · Sicard · Taaramäe · Tulik · Gaillard (stagiair) · Orceau (stagiair) · Rivière (stagiair) 